# Quản lý dịch vụ
Quản lý dịch vụ trong bối cảnh sản xuất, được tích hợp vào quản lý chuỗi cung ứng như là giao điểm giữa doanh số thực tế và quan điểm của khách hàng. Mục đích của quản lý dịch vụ hiệu suất cao là tối ưu hóa chuỗi cung ứng thâm dụng dịch vụ, thường phức tạp hơn chuỗi cung ứng hàng hóa thành phẩm thông thường. Hầu hết các chuỗi cung ứng thâm dụng dịch vụ đòi hỏi hàng tồn kho lớn hơn và tích hợp chặt chẽ hơn với dịch vụ tại hiện trường và bên thứ ba. Họ cũng phải đáp ứng nhu cầu không nhất quán và không chắc chắn bằng cách thiết lập các luồng thông tin và sản phẩm tiên tiến hơn. Hơn nữa, tất cả các quy trình phải được phối hợp trên nhiều địa điểm dịch vụ với số lượng lớn các bộ phận và nhiều cấp độ trong chuỗi cung ứng. 
Trong số các nhà sản xuất điển hình, dịch vụ sau bán hàng (bảo trì, sửa chữa và các bộ phận) chiếm ít hơn 20 phần trăm doanh thu.  Nhưng trong số các công ty sáng tạo nhất về dịch vụ, những hoạt động tương tự thường tạo ra hơn 50% lợi nhuận. 

## Lợi ích
Các trình điều khiển chính cho một công ty để thiết lập hoặc tối ưu hóa các hoạt động quản lý dịch vụ của công ty rất đa dạng: 
- Chi phí dịch vụ cao có thể được giảm, tức là bằng cách tích hợp chuỗi cung ứng dịch vụ và sản phẩm.
- Mức tồn kho của các bộ phận dịch vụ có thể được giảm và do đó giảm tổng chi phí hàng tồn kho.
- Dịch vụ khách hàng hoặc chất lượng bộ phận / dịch vụ có thể được tối ưu hóa.
- Tăng doanh thu dịch vụ.
- Giảm chi phí lỗi thời của các bộ phận dịch vụ thông qua dự báo được cải thiện.
- Nâng cao mức độ hài lòng của khách hàng.
- Giảm chi phí nhanh - với hàng tồn kho bộ phận dịch vụ được tối ưu hóa, không cần phải vội vàng đặt hàng cho khách hàng.
- Giảm thiểu các chuyến thăm kỹ thuật viên - nếu họ có phần bên phải, họ có thể khắc phục sự cố trong lần truy cập đầu tiên.

Quản lý dịch vụ toàn diện là công cụ để công ty có thể tối ưu hóa hàng tồn kho, ngăn chặn tình trạng tồn kho hoặc tồn kho và cũng cải thiện số lượng đúng lúc thông qua tích hợp Hệ thống Kanban & Two bin với quản lý Dịch vụ. 

## Các thành phần
Nói chung, quản lý dịch vụ bao gồm sáu khả năng khác nhau mà các công ty nên xem xét để tối ưu hóa: 
- Chiến lược dịch vụ và dịch vụ phục vụ 
  - Định nghĩa chiến lược dịch vụ
  - Dịch vụ định nghĩa & định vị
  - Chiến lược tiếp thị
  - Quản lý danh mục dịch vụ
- Quản lý phụ tùng 
  - Quản lý cung ứng bộ phận
  - Quản lý hàng tồn kho
  - Bộ phận quản lý nhu cầu
  - Hoạt động hoàn thành & hậu cần
  - Quản lý bộ phận dịch vụ
- Trả lại, sửa chữa và bảo hành 
  - Quản lý bảo hành và yêu cầu bồi thường
  - Hậu cần ngược
  - Trả về xử lý
  - Tái sản xuất
- Quản lý dịch vụ hiện trường hoặc hiệu quả lực lượng hiện trường 
  - Kỹ thuật viên hỗ trợ
  - Vận động
  - Học trực tuyến
  - Lập kế hoạch hoạt động
  - Hóa đơn dịch vụ
- Quản lý khách hàng 
  - Quản lý đơn hàng & sẵn có
  - Quản lý kênh & đối tác
  - Thông tin chi tiết của khách hàng
  - Tài liệu kỹ thuật
- Tài sản, bảo trì, lập kế hoạch nhiệm vụ, quản lý sự kiện 
  - Giám sát từ xa
  - Chẩn đoán & xét nghiệm
  - Quản lý / tối ưu hóa tài sản
  - Quản lý cấu hình